# ميخائيل ساندز
ميخائيل ساندز (بالإنجليزية: Michael Sands)‏ هو عارض أمريكي، ولد في 14 ديسمبر 1945 في بوسطن في الولايات المتحدة، وتوفي في 6 أبريل 2012 في لوس أنجلوس في الولايات المتحدة بسبب ضغطات البطن.